# Playa de Gulpiyuri

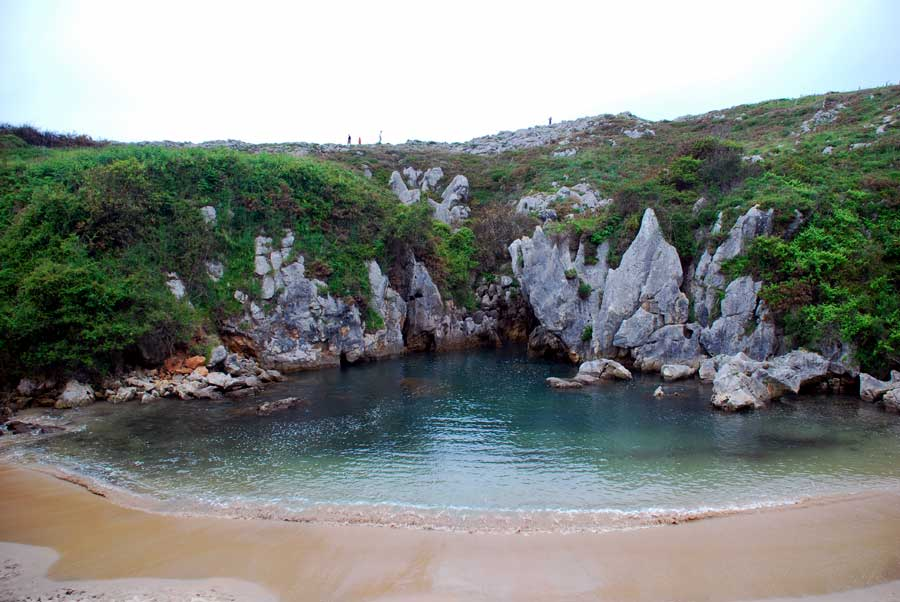
Playa de Gulpiyuri

Playa de Gulpiyuri è una spiaggia situata nell'entroterra vicino a Llanes, nelle Asturie, nel nord della Spagna, a circa 100 metri dal mar Cantabrico. È tra le spiagge più corte del mondo.

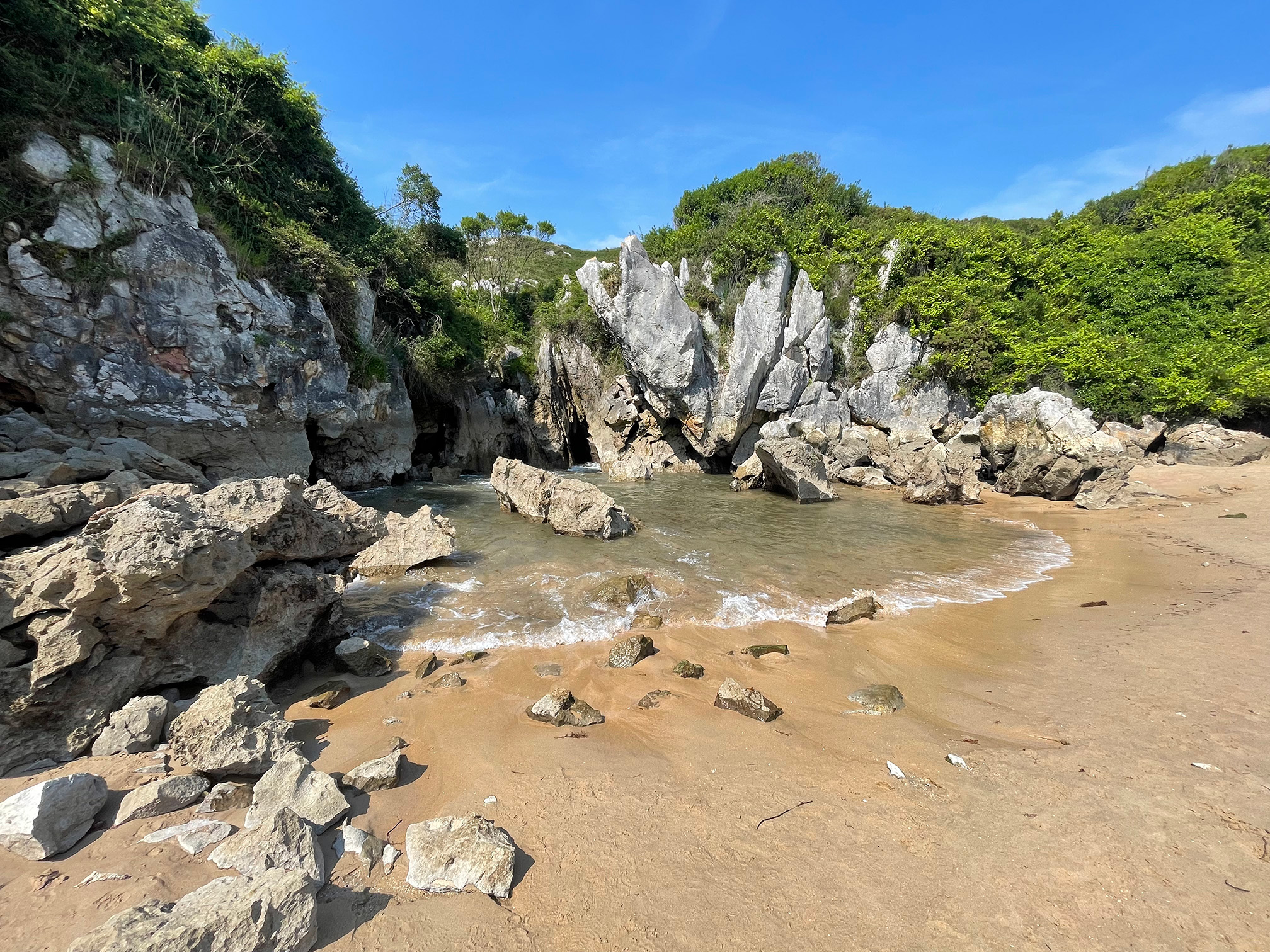
Altra veduta della playa de Gulpiyuri

Lunga circa 40 metri di lunghezza, è originata dalle maree, grazie ad una serie di gallerie scavate dall'acqua salata del Mar Cantabrico, che consente all'acqua del Golfo di Biscaglia di creare piccole onde e di rinnovarsi.
La parola Gulpiyuri significa circolo d'acqua. A differenza di molte altre spiagge nascoste in tutto il mondo, Playa de Gulpiyuri è in realtà completamente mareale e ha anche pivcole onde che bagnano la striscia di sabbia. L'acqua cristallina può essere un po' fredda, dopo essere rimasta sotto terra per un po' prima di arrivare alla spiaggia.
È una destinazione turistica popolare, monumento naturale e fa parte della Rete regionale di aree naturali protette della Spagna.